# Aulus Cluenci Habit el jove
Aulus Cluenci Habit el jove (llatí: Aulus Cluentius Habitus) era fill d'Aulus Cluenci Habit el vell i de Sàssia, i havia nascut a Larínum cap a l'any 103 aC.
El 74 aC, quan era a Roma, va acusar el seu padrastre Estaci Albi Opiànic d'intentar enverinar-lo. El jutge encarregat del tema va ser Gai Juni, en un període on justament s'havien denunciat molts suborns en els judicis, quan els jutges eren elegits exclusivament pel senat. Poc abans del judici, van córrer rumors que s'havien disposat gran quantitat de diners pel suborn, buscant una sentència contrària a Opiànic, i en aquest cas quan l'acusat va ser declarat culpable per pocs vots, es van denunciar diverses irregularitats greus, com ara que un dels jutges havia dictat sentència sense escoltar la defensa, i finalment va arribar la prova de suborn, les ires populars van caure sobre Aulus Cluenci, acusat de posar els diners. El jutge Gai Juni (judex quaestionis) es va haver de retirar per la pressió popular i Cluenci i altres implicats en casos de suborns a jutges van ser castigats pels censors. Judicium Junianum o Albianum Judicium va esdevenir sinònim de judici arreglat.
Vuit anys després, el 66 aC Opiànic el jove, fill d'Estaci que havia mort en els darrers anys, va acusar Cluenci de tres intents d'enverinament, dos d'ells amb èxit. L'acusació la va dirigir Tit Acci i la defensa va anar a càrrec de Ciceró, que llavors era pretor i va establir una línia de defensa que es pot llegir en el discurs Pro Cluentio que encara es conserva. El judici no tenia cap evidència i havia de ser desestimat però l'acusador va recordar les circumstàncies de l'anterior judici i va obligar a Ciceró a un extraordinari esforç.